# Ричардсон, Генри Барбер
Генри Барбер Ричардсон (англ. Henry Barber Richardson; 19 мая 1889, Бостон — 19 ноября 1963, Нью-Йорк) — американский стрелок из лука, двукратный бронзовый призёр летних Олимпийских игр 1904 и 1908.
На Играх 1904 в Сент-Луисе Ричардсон участвовал во всех мужских дисциплинах. Он занял третье место в командном соревновании и выиграл бронзовую медаль. Также он стал девятым в двойном йоркском круге и десятым в двойном американском.
На Играх 1908 в Лондоне Ричардсон соревновался в двух дисциплинах. В двойном йоркском круге он выиграл ещё одну свою бронзовую награду, а в континентальном стиле стал 15-м.